# Hylesia index
Hylesia index är en fjärilsart som beskrevs av Dyar 1913. Hylesia index ingår i släktet Hylesia och familjen påfågelsspinnare. Inga underarter finns listade i Catalogue of Life.